# BodyLove
BodyLove (dt. ‚Körperliebe‘) ist eine international ausgerichtete Fotokampagne, mit der die Fotografin Silvana Denker für mehr Selbstliebe sowie für mehr Toleranz und Respekt gegenüber unterschiedlichen Körperformen wirbt.

## Kampagne
Auf den Kampagnenfotos posieren jeweils acht Frauen und Männer in schwarzer Unterwäsche. Auf ihren Bäuchen steht jeweils ein Buchstabe des Ausdrucks „BodyLove“. Es sind keine professionellen Models, sondern acht Menschen unterschiedlichen Geschlechts, Alters, Gewichts und Körperbaus sowie unterschiedlicher Größe und Hautfarbe. Sie werden in der Öffentlichkeit in Fußgängerzonen oder vor besonderen Monumenten, z. B. dem Eiffelturm, fotografiert.
Die Kampagne soll zeigen, dass jeder Mensch in seiner körperlichen Individualität schön ist. Sie wirbt für mehr Selbstliebe und vertritt den Standpunkt, dass es im Hinblick auf den menschlichen Körper keine Fehler, sondern nur Unterschiede gäbe. Damit trotzt BodyLove den Klischees gängiger Werbeästhetik und richtet sich gegen die Diktatur von Schönheitsidealen. Die Kampagne verurteilt „Shitstorms“ im Internet, in denen Menschen aufgrund von Äußerlichkeiten beleidigt oder gemobbt werden. Die Fotografin Silvana Denker, die auch selbst als Plus-Size-Model tätig ist, sucht Modelle für die Fotoserie vorrangig über Aufrufe in Social-Media-Kanälen. Jeder darf sich für die Teilnahme am sogenannten „BodyLove Walk“ bewerben.

## Geschichte
Die Idee zur Kampagne kam Denker, während sie Photos für ein Magazin-Editorial retuschierte.
Die BodyLove-Aktion machte 2015 halt in den Städten Siegen, Hamburg, Koblenz, Köln, Berlin, Stuttgart und Bremen. Bis Ende 2015 finanzierte Silvana Denker die Kosten für die BodyLove-Fotoproduktionen selbst.
Seit Januar 2016 ist das Frankfurter Modeunternehmen Happy Size Versand offizieller Sponsor von BodyLove. Der Online-Shop, der auf den Vertrieb von Mode in Übergrößen spezialisiert ist, finanziert damit die internationale Fortführung der Kampagne. 2016 kam BodyLove in die Städte Frankfurt, Paris, Wien, Düsseldorf, London, Mailand, Rom, Dresden, Barcelona, München, Kopenhagen, Stockholm, Saarbrücken, Hannover, Berlin, Zürich, Budapest, Salzburg, New York, Los Angeles, Kassel und endete in Siegen.

## Rezeption
Zu den internationalen Magazinen, die über die Kampagne berichteten, gehören Cosmopolitan und People.